# Joel Abu Hanna
Joel Abu Hanna (arabisch چويل أبو حنا‎, hebräisch ג'ואל אבו חנא; * 22. Januar 1998 in Troisdorf, Nordrhein-Westfalen) ist ein israelisch-deutscher Fußballspieler. Er ist aktuell vereinslos.

## Karriere

### Im Verein
Joel Abu Hanna begann seine Karriere bei den Vereinen SC Uckerath und TuRa bzw. dem FC 05 in Hennef (Sieg). 2008 wechselte er in die Jugend des Bundesligisten Bayer 04 Leverkusen.
Ende August 2017 wechselte er in die 2. Bundesliga zum 1. FC Kaiserslautern. Dort kam er in elf Spielen zum Einsatz und stieg am Saisonende in die 3. Liga ab.
Nach dem Abstieg mit dem 1. FC Kaiserslautern wechselte Abu Hanna zur Saison 2018/19 zum Zweitliga-Aufsteiger 1. FC Magdeburg, bei dem er einen Vertrag mit einer Laufzeit bis zum 30. Juni 2020 unterschrieb. Ohne Pflichtspieleinsatz wurde der Verteidiger für die Rückrunde der Drittligasaison 2018/19 an den SC Fortuna Köln verliehen. Zur Saison 2019/20 wechselte Abu Hanna zum ukrainischen Erstligisten Sorya Luhansk, wo er einen Zweijahresvertrag erhielt. Von 2021 bis 2022 spielte er für den polnischen Erstligisten Legia Warschau.

### Nationalmannschaft
Abu Hanna spielte von 2014 bis 2016 in 20 Partien für die Juniorenauswahlen des DFB. Da sein Vater aus Israel stammt, entschied er sich im Juni 2020 für die Möglichkeit, sich für Nominierungen der A-Auswahl des israelischen Fußballverbandes zur Verfügung zu stellen, da er in der deutschen Nationalmannschaft keine Chance auf Einsätze gesehen habe. Für die israelische Nationalmannschaft wurde er daraufhin von Trainer Willibald Ruttensteiner erstmals im September 2020, zunächst ohne anschließenden Einsatz, für zwei Partien in der UEFA Nations League nominiert. Sein Debüt feierte er am 11. Oktober 2020 in der Nations-League-Begegnung gegen Tschechien, bei der er in der Startaufstellung stand, jedoch zur Halbzeit ausgewechselt wurde.

## Persönliches
Abu Hanna wurde in Troisdorf geboren. Er ist der Sohn eines arabischen Christen aus Israel und einer Deutschen. Er besitzt sowohl die deutsche als auch israelische Staatsbürgerschaft.